# 羽越本線列車衝突事故
羽越本線列車衝突事故（うえつほんせんれっしゃしょうとつじこ）とは、1962年（昭和37年）11月29日に日本国有鉄道（国鉄）羽越本線で発生した列車衝突事故である。

## 事故の概要
1962年11月29日22時15分ごろ、国鉄羽越本線羽後本荘駅 - 羽後岩谷駅間で下り単行機関車867列車（D51形蒸気機関車637号機）と上り貨物列車2050列車（DF50形ディーゼル機関車548号機、貨車21両牽引）が、両駅の中間部付近で正面衝突した。ディーゼル機関車は前頭部が完全に粉砕されて炎上し、貨物列車の乗務員2名が死亡、単行機関車の機関士、機関助士、機関助士見習の3名が重軽傷を負った。

## 事故原因
国鉄が参議院運輸委員会で説明した内容を基にすると、事故当日、下り単行機関車は運行中に前照灯が故障し、どこかの駅か機関区等で修理していたため、羽後本荘駅に約1時間延着していた。平常ダイヤでは、もっと北の駅で上り貨物列車と行き違うことになっていたのを変更し、羽後岩谷駅で行き違うことになった。同区間では連査閉塞が施行されていたが、腕木式信号機の使用や鎖錠装置の種類等は不明である。
羽後岩谷駅で行き違うため、両駅で同区間の閉塞を施行（羽後本荘駅の出発信号機が進行を現示）した後に、羽後岩谷駅に上り貨物列車が定着した。しかし、下り単行蒸気機関車は乗務員の交代と蒸気機関車に必要な整備（火床整理、給水、打音検査など）のために、羽後本荘駅を発車するにはまだ時間がかかる状態であった。
そこで輸送指令は、羽後本荘駅での行き違いにすると両駅に指令した。このとき、羽後本荘駅の助役は先の指令を下り単行機関車の機関士に通告するため（当時は列車無線がなかった）駅本屋を離れていた。そのような状況下で両駅に指令がなされたため、羽後岩谷駅はすぐに閉塞打合を依頼してきたが、その当時羽後本荘駅の駅本屋にいた信号掛（信号係）は、閉塞を取り扱う立場ではないにもかかわらず、同駅の連査閉塞器を操作して閉塞してしまった。これによって、羽後岩谷駅の出発信号機は進行現示、羽後本荘駅の出発信号機は停止現示となり、羽後岩谷駅では直ちに上り貨物列車を発車させた。
行き違い地点が変更になったことを知らない羽後本荘駅の助役は、出発信号機が停止を現示しているのを確認せずに下り単行機関車の機関士に出発合図を行い、機関士もそれを信じて出発してしまった。停止信号を冒進した際に警報が鳴る車内警報機が単行機関車に装備されていたが、構造上、出発信号機の現示に対しては作動しないように設計されていた。これらの原因により、双方の列車は両駅の中間部付近で正面衝突する結果となった。

## 事故後の対応

### 国鉄
この事故は羽後本荘駅助役と下り単行機関車機関士の信号冒進事故とされ、連査閉塞式に欠陥があるかといった調査はなされなかった。
この事故を受け、東北支社管内の羽越本線酒田駅 - 秋田駅間、奥羽本線青森駅 - 秋田駅間、同秋田駅 - 羽前千歳駅間、同羽前千歳駅 - 米沢駅間の4区間122駅に、信号機と連動する発車ベルを設置した。
また当時、羽越本線では事故現場付近に信号場を設置する予定だったが、この事故を契機として複線化へと計画が変更された。

### 国会
当時、国鉄では単線の主要幹線を対象に、タブレット閉塞方式を廃してタブレット交換の不要な連査閉塞の導入を進めていた。本事故の発生した区間も連査閉塞に切り替えられてまもない区間であった。
この事故について参議院運輸委員会で議題に上がり、運輸委員長は、出発信号機の進行現示を確認して出発しても軌道回路を通過する前までの時間に閉塞の変更を行うことができ、結果、単線区間に両方向から出発できる可能性がある連査閉塞の問題点を指摘している。

### 事故車
DF50 548は最新鋭で車齢が若いことや、所属する秋田機関区の所要両数が不足すること（当時はディーゼル機関車による本格的無煙化が始まったばかりであった）から土崎工場にて修理され、復帰した。なお、同機はディーゼル機関車としては初のお召列車牽引機（1961年10月秋田国体、羽越本線酒田駅 - 秋田駅間）である。
なおD51 637も修復の上復帰し、1969年まで同機関区にて現役にあった。

### その他
現場近くの共同墓地に慰霊碑が建てられ、1963年（昭和38年）12月5日に除幕式が行われた。